# Skeid Fotball 2019
Questa voce raccoglie le informazioni riguardanti lo Skeid Fotball nelle competizioni ufficiali della stagione 2019.

## Stagione
A seguito della promozione arrivata al termine del campionato 2018, lo Skeid ha affrontato la sfida della 1. divisjon. La squadra ha chiuso la stagione al 15º posto finale, retrocedendo in 2. divisjon. L'avventura nel Norgesmesterskapet 2019 si è chiusa invece al terzo turno, con l'eliminazione subita per mano del Ranheim.
Johhny Buduson è stato il giocatore più utilizzato in stagione, a quota 33 presenze. È stato anche il miglior marcatore della squadra, con 10 reti tra tutte le competizioni.

## Rosa
| N. |                      | Ruolo | Calciatore           |
| -- | -------------------- | ----- | -------------------- |
| 1  | Norvegia (bandiera)  | P     | Adrian Jonuzi Møller |
| 2  | Norvegia (bandiera)  | D     | Mats Andersen        |
| 3  | Norvegia (bandiera)  | D     | Stian Pettersen      |
| 4  | Norvegia (bandiera)  | D     | Kim Eugen Skogsrud   |
| 5  | Norvegia (bandiera)  | D     | Tom Even Skogsrud    |
| 6  | Norvegia (bandiera)  | C     | Mohamed Mahnin       |
| 7  | Norvegia (bandiera)  | C     | Hassan Mohamed Yusef |
| 8  | Danimarca (bandiera) | A     | Mustafa Hassan       |
| 9  | Nigeria (bandiera)   | A     | Peter Michael        |
| 9  | Norvegia (bandiera)  | A     | David Tavakoli       |
| 10 | Turchia (bandiera)   | A     | Mesüt Can            |
| 11 | Norvegia (bandiera)  | A     | Johnny Buduson       |
| 12 | Norvegia (bandiera)  | P     | Emil Fiskvik         |
| 14 | Norvegia (bandiera)  | D     | Erik Sandberg        |
| 15 | Norvegia (bandiera)  | C     | Sander Flåte         |
| 15 | Norvegia (bandiera)  | C     | Simen Hestnes        |

| N. |                     | Ruolo | Calciatore                  |
| -- | ------------------- | ----- | --------------------------- |
| 16 | Norvegia (bandiera) | A     | Johannes Andres Nunez Godoy |
| 17 | Norvegia (bandiera) | D     | Ayoub Aleesami              |
| 18 | Norvegia (bandiera) | D     | Fredrik Tobias Berglie      |
| 19 | Norvegia (bandiera) | D     | Ahmed El Amrani             |
| 21 | Nigeria (bandiera)  | C     | Taofeek Ismaheel            |
| 22 | Norvegia (bandiera) | C     | Henning Tønsberg Andresen   |
| 23 | Norvegia (bandiera) | C     | Mathias Dahl Abelsen        |
| 24 | Norvegia (bandiera) | A     | David Hickson Gyedu         |
| 25 | Norvegia (bandiera) | A     | Jonas Bergersen             |
| 26 | Norvegia (bandiera) | C     | Morten Berre                |
| 27 | Nigeria (bandiera)  | C     | Charles Ezeh                |
| 28 | Norvegia (bandiera) | D     | Oskar Opsahl                |
| 29 | Norvegia (bandiera) | D     | Matarr Kah                  |
| 30 | Norvegia (bandiera) | P     | Idar Lysgård                |
| 32 | Norvegia (bandiera) | A     | Abel Stensrud               |

## Calciomercato

### Sessione invernale(dal 09/01 al 01/04)
| Arrivi | Arrivi                 | Arrivi | Arrivi     |
| R.     | Nome                   | da     | Modalità   |
| ------ | ---------------------- | ------ | ---------- |
| P      | Idar Lysgård           |        | svincolato |
| D      | Fredrik Tobias Berglie |        | svincolato |
| D      | Ahmed El Amrani        |        | svincolato |
| C      | Mathias Dahl Abelsen   |        | svincolato |

| Partenze | Partenze              | Partenze | Partenze   |
| R.       | Nome                  | a        | Modalità   |
| -------- | --------------------- | -------- | ---------- |
| C        | Bendik Lind           |          | svincolato |
| A        | Jens Braathen Rongved |          | svincolato |
| A        | Kevin Mankowitz       |          | svincolato |

### Tra le due sessioni
| Arrivi | Arrivi       | Arrivi    | Arrivi   |
| R.     | Nome         | da        | Modalità |
| ------ | ------------ | --------- | -------- |
| D      | Oskar Opsahl | Vålerenga | prestito |

| Partenze | Partenze | Partenze | Partenze |
| R.       | Nome     | a        | Modalità |
| -------- | -------- | -------- | -------- |

### Sessione estiva(dal 01/08 al 31/08)
| Arrivi | Arrivi        | Arrivi                  | Arrivi     |
| R.     | Nome          | da                      | Modalità   |
| ------ | ------------- | ----------------------- | ---------- |
| D      | Erik Sandberg | Lillestrøm              | prestito   |
| C      | Charles Ezeh  | Lillestrøm              | prestito   |
| C      | Simen Hestnes | LIU Brooklyn Blackbirds | definitivo |
| A      | Peter Michael | Vålerenga               | prestito   |

| Partenze | Partenze             | Partenze  | Partenze   |
| R.       | Nome                 | a         | Modalità   |
| -------- | -------------------- | --------- | ---------- |
| C        | Mathias Dahl Abelsen | Mjølner   | definitivo |
| A        | David Tavakoli       | KFUM Oslo | definitivo |

## Risultati

### 1. divisjon

#### Girone di andata
| Arbitro: | Sinnes |

|         |           |  |
| Can 66’ | Marcatori |  |

| Arbitro: | Moen |

|                     |           |              |
| Salasiwa 61’ (rig.) | Marcatori | 14’ Tavakoli |

| Oslo 14 aprile 2019, ore 15:00 3ª giornata | Skeid  | 0 – 0 referto | Jerv | Nordre Åsen Kunstgressbane (518 spett.)\| Arbitro: \| Amland \| |
| Arbitro:                                   | Amland |               |      |                                                                 |

| Arbitro: | Følstad Skarsem (Trondheim) |

|                                                                |           |                           |
| Þrándarson 17’ Grétarsson 21’ Friðjónsson 24’ Steen Sæthre 56’ | Marcatori | 41’ Aleesami 72’ Tavakoli |

| Arbitro: | Moen |

|                                  |           |  |
| Tavakoli 23’, 53’ (rig.) Can 50’ | Marcatori |  |

| Arbitro: | Tennøy (Trondheim) |

|                                                 |           |                                     |
| Retsius Grødem 6’ Normann Hansen 11’ Sundli 51’ | Marcatori | 13’ T. Skogsrud 81’ (rig.) Tavakoli |

| Arbitro: | Hansen Grøtta |

|                             |           |                                        |
| Tavakoli 67’ (rig.) Can 71’ | Marcatori | 5’ Doghman 81’ Strand Nilsen 89’ Fandi |

| Arbitro: | Tennøy |

|             |           |  |
| Engblom 83’ | Marcatori |  |

| Oslo 26 maggio 2019, ore 18:00 9ª giornata | Skeid | 0 – 0 referto | Sandnes Ulf | Intility Arena (347 spett.)\| Arbitro: \| Aslam \| |
| Arbitro:                                   | Aslam |               |             |                                                    |

| Arbitro: | Moen |

|                               |           |  |
| Sigurðarson 84’ Bringaker 90’ | Marcatori |  |

| Arbitro: | Amland (Bergen) |

|              |           |            |
| Tavakoli 90’ | Marcatori | 44’ Hammer |

| Arbitro: | Lien |

|                                        |           |                   |
| Haugen 11’, 49’ (rig.), 76’ Jensen 56’ | Marcatori | 13’ Can 74’ Yusef |

| Arbitro: | Sinnes |

|            |           |                                |
| Buduson 9’ | Marcatori | 17’ (aut.) Aleesami 39’ Songve |

| Arbitro: | Tennøy |

|             |           |                 |
| Gussiås 26’ | Marcatori | 59’ Nunez Godoy |

| Arbitro: | Hansen Grøtta |

|  |           |                     |
|  | Marcatori | 58’ Can 60’ Buduson |

#### Girone di ritorno
| Arbitro: | Higraff |

|  |           |            |
|  | Marcatori | 90’ Castro |

| Arbitro: | Lien |

|             |           |  |
| Breimyr 88’ | Marcatori |  |

| Arbitro: | Tennøy |

|                             |           |                                 |
| Buduson 28’ Nunez Godoy 47’ | Marcatori | 42’ Høibråten 83’ (rig.) Mjelde |

| Arbitro: | Moen |

|                 |           |                      |
| Nunez Godoy 54’ | Marcatori | 34’ (aut.) El Amrani |

| Arbitro: | Higraff |

|                                                             |           |                |
| Aase 39’ Håbestad 61’ Zernichow 68’ Ferreira 90’ Larsen 90’ | Marcatori | 1’ Nunez Godoy |

| Arbitro: | Bodding |

|  |           |                       |
|  | Marcatori | 28’ Güven 62’ Ibrahim |

| Arbitro: | Hansen Grøtta |

|                          |           |             |
| Sortevik 5’ Tavakoli 75’ | Marcatori | 28’ Michael |

| Arbitro: | Hauge |

|                      |           |                           |
| Nunez Godoy 29’, 80’ | Marcatori | 15’ Mannsverk 28’ Schulze |

| Arbitro: | Aslam |

|                      |           |            |
| Haugsdal 15’ Aas 25’ | Marcatori | 22’ Mahnin |

| Arbitro: | Amland |

|           |           |             |
| Ahmed 90’ | Marcatori | 59’ Gussiås |

| Arbitro: | Moen |

|                                |           |               |
| Enkerud 55’ Lønstad Onsrud 59’ | Marcatori | 25’ Pettersen |

| Arbitro: | Aslam |

|             |           |                          |
| Buduson 18’ | Marcatori | 89’ Hagerup 90’ Diomande |

| Arbitro: | Hansen Grøtta |

|                                       |           |                      |
| Kronberg 2’ Eriksen 18’ Halgunset 63’ | Marcatori | 5’ Buduson 49’ Yusef |

| Arbitro: | Amland |

|                             |           |                   |
| Buduson 20’ Nunez Godoy 45’ | Marcatori | 39’, 90’ Salasiwa |

| Arbitro: | Higraff |

|                                 |           |                                             |
| Doghman 13’, 17’, 90’ Løken 41’ | Marcatori | 29’ Yusef 30’, 61’ Buduson 53’, 73’ Hestnes |

### Norgesmesterskapet
| Arbitro: | Hafezi |

|  |           | |
|  | Marcatori | 9’, 29’ Aleesami 19’ Tavakoli 32’ Dahl Abelsen 49’, 73’ Hickson Gyedu 72’ (aut.) Adams 80’ Nunez Godoy 90’ Buduson |

| Arbitro: | Hafezi |

|                                      |           |                                                              |
| Akinyemi 8’ Idrissi 74’ Aasaroed 90’ | Marcatori | 49’ El Amrani 66’ Buduson 68’ (aut.) Mjelde Håberg 94’ Flåte |

| Arbitro: | Hauge (Bergen) |

|  |           |                                              |
|  | Marcatori | 17’ (rig.) Tønne 70’ Reginiussen 72’ Sørløkk |

## Statistiche

### Statistiche di squadra
| Competizione       | Punti | In casa | In casa | In casa | In casa | In casa | In casa | In trasferta | In trasferta | In trasferta | In trasferta | In trasferta | In trasferta | Totale | Totale | Totale | Totale | Totale | Totale | DR  |
| Competizione       | Punti | G       | V       | N       | P       | Gf      | Gs      | G            | V            | N            | P            | Gf           | Gs           | G      | V      | N      | P      | Gf     | Gs     | DR  |
| ------------------ | ----- | ------- | ------- | ------- | ------- | ------- | ------- | ------------ | ------------ | ------------ | ------------ | ------------ | ------------ | ------ | ------ | ------ | ------ | ------ | ------ | --- |
| 1. divisjon        | 22    | 15      | 2       | 8       | 5       | 17      | 19      | 15           | 2            | 2            | 11           | 21           | 35           | 30     | 4      | 10     | 16     | 38     | 54     | -16 |
| Norgesmesterskapet | -     | 1       | 0       | 0       | 1       | 0       | 3       | 2            | 2            | 0            | 0            | 13           | 3            | 3      | 2      | 0      | 1      | 13     | 6      | +7  |
| Totale             | -     | 16      | 2       | 8       | 6       | 17      | 22      | 17           | 4            | 2            | 11           | 34           | 38           | 33     | 6      | 10     | 17     | 51     | 60     | -9  |

### Andamento in campionato
| Giornata  | 1 | 2 | 3 | 4  | 5 | 6  | 7  | 8  | 9  | 10 | 11 | 12 | 13 | 14 | 15 | 16 | 17 | 18 | 19 | 20 | 21 | 22 | 23 | 24 | 25 | 26 | 27 | 28 | 29 | 30 |
| --------- | - | - | - | -- | - | -- | -- | -- | -- | -- | -- | -- | -- | -- | -- | -- | -- | -- | -- | -- | -- | -- | -- | -- | -- | -- | -- | -- | -- | -- |
| Luogo     | C | T | C | T  | C | T  | C  | T  | C  | C  | C  | T  | C  | T  | T  | C  | T  | C  | C  | T  | C  | T  | C  | T  | C  | T  | C  | T  | C  | T  |
| Risultato | V | N | N | P  | V | P  | P  | P  | N  | P  | N  | P  | P  | N  | V  | P  | P  | N  | N  | P  | P  | P  | N  | P  | N  | P  | P  | P  | N  | V  |
| Posizione | 3 | 5 | 6 | 10 | 5 | 10 | 10 | 11 | 11 | 12 | 12 | 13 | 13 | 13 | 13 | 13 | 13 | 13 | 13 | 14 | 14 | 15 | 14 | 15 | 15 | 15 | 15 | 15 | 15 | 15 |

Fonte:  OBOS-ligaen 2019, su altomfotball.no, Altomfotball. URL consultato il 17 luglio 2022 (archiviato dall'url originale il 17 gennaio 2022).
Legenda:

Luogo: C = Casa; T = Trasferta. Risultato: V = Vittoria; N = Pareggio; P = Sconfitta.

### Statistiche dei giocatori
| Giocatore            | 1. divisjon | 1. divisjon | 1. divisjon | 1. divisjon | Norgesmesterskapet | Norgesmesterskapet | Norgesmesterskapet | Norgesmesterskapet | Coppe europee | Coppe europee | Coppe europee | Coppe europee | Altre coppe | Altre coppe | Altre coppe | Altre coppe | Totale   | Totale | Totale      | Totale     |
| Giocatore            | Presenze    | Reti        | Ammonizioni | Espulsioni  | Presenze           | Reti               | Ammonizioni        | Espulsioni         | Presenze      | Reti          | Ammonizioni   | Espulsioni    | Presenze    | Reti        | Ammonizioni | Espulsioni  | Presenze | Reti   | Ammonizioni | Espulsioni |
| -------------------- | ----------- | ----------- | ----------- | ----------- | ------------------ | ------------------ | ------------------ | ------------------ | ------------- | ------------- | ------------- | ------------- | ----------- | ----------- | ----------- | ----------- | -------- | ------ | ----------- | ---------- |
| A. Aleesami          | 27          | 1           | 2           | 1           | 3                  | 2                  | 0                  | 0                  |               |               |               |               |             |             |             |             | 30       | 3      | 2           | 1          |
| M. Andersen          | 1           | 0           | 0           | 0           | 0                  | 0                  | 0                  | 0                  |               |               |               |               |             |             |             |             | 1        | 0      | 0           | 0          |
| J. Bergersen         | 0           | 0           | 0           | 0           | 1                  | 0                  | 0                  | 0                  |               |               |               |               |             |             |             |             | 1        | 0      | 0           | 0          |
| F. Berglie           | 13          | 0           | 1           | 0           | 0                  | 0                  | 0                  | 0                  |               |               |               |               |             |             |             |             | 13       | 0      | 1           | 0          |
| M. Berre             | 0           | 0           | 0           | 0           | 0                  | 0                  | 0                  | 0                  |               |               |               |               |             |             |             |             | 0        | 0      | 0           | 0          |
| J. Buduson           | 30          | 8           | 3           | 0           | 3                  | 2                  | 1                  | 0                  |               |               |               |               |             |             |             |             | 33       | 10     | 4           | 0          |
| M. Can               | 22          | 5           | 4           | 0           | 1                  | 0                  | 0                  | 0                  |               |               |               |               |             |             |             |             | 23       | 5      | 4           | 0          |
| M. Dahl Abelsen      | 4           | 0           | 1           | 0           | 2                  | 1                  | 0                  | 0                  |               |               |               |               |             |             |             |             | 6        | 1      | 1           | 0          |
| A. El Amrani         | 26          | 0           | 3           | 0           | 2                  | 1                  | 1                  | 0                  |               |               |               |               |             |             |             |             | 28       | 1      | 4           | 0          |
| C. Ezeh              | 13          | 0           | 0           | 0           | -                  | -                  | -                  | -                  |               |               |               |               |             |             |             |             | 13       | 0      | 0           | 0          |
| E. Fiskvik           | 5           | -9          | 0           | 0           | 2                  | -3                 | 0                  | 0                  |               |               |               |               |             |             |             |             | 7        | -12    | 0           | 0          |
| S. Flåte             | 1           | 0           | 0           | 0           | 2                  | 1                  | 1                  | 0                  |               |               |               |               |             |             |             |             | 3        | 1      | 1           | 0          |
| M. Hassan            | 11          | 1           | 1           | 0           | 3                  | 0                  | 0                  | 0                  |               |               |               |               |             |             |             |             | 14       | 1      | 1           | 0          |
| S. Hestnes           | 4           | 2           | 0           | 0           | -                  | -                  | -                  | -                  |               |               |               |               |             |             |             |             | 4        | 2      | 0           | 0          |
| D. Hickson Gyedu     | 7           | 0           | 1           | 0           | 2                  | 2                  | 0                  | 0                  |               |               |               |               |             |             |             |             | 9        | 2      | 1           | 0          |
| T. Ismaheel          | 16          | 0           | 3           | 0           | 1                  | 0                  | 0                  | 0                  |               |               |               |               |             |             |             |             | 17       | 0      | 3           | 0          |
| A. Jonuzi Møller     | 0           | 0           | 0           | 0           | 0                  | 0                  | 0                  | 0                  |               |               |               |               |             |             |             |             | 0        | 0      | 0           | 0          |
| M. Kah               | 0           | 0           | 0           | 0           | 1                  | 0                  | 1                  | 0                  |               |               |               |               |             |             |             |             | 1        | 0      | 1           | 0          |
| I. Lysgård           | 25          | -45         | 1           | 0           | 1                  | -3                 | 0                  | 0                  |               |               |               |               |             |             |             |             | 26       | -48    | 1           | 0          |
| M. Mahnin            | 29          | 1           | 4           | 0           | 1                  | 0                  | 0                  | 0                  |               |               |               |               |             |             |             |             | 30       | 1      | 4           | 0          |
| P. Michael           | 7           | 1           | 0           | 0           | -                  | -                  | -                  | -                  |               |               |               |               |             |             |             |             | 7        | 1      | 0           | 0          |
| J. Nunez Godoy       | 29          | 7           | 1           | 0           | 3                  | 1                  | 0                  | 0                  |               |               |               |               |             |             |             |             | 32       | 8      | 1           | 0          |
| O. Opsahl            | 0           | 0           | 0           | 0           | -                  | -                  | -                  | -                  |               |               |               |               |             |             |             |             | 0        | 0      | 0           | 0          |
| S. Pettersen         | 18          | 1           | 0           | 0           | 2                  | 0                  | 0                  | 0                  |               |               |               |               |             |             |             |             | 20       | 1      | 0           | 0          |
| E. Sandberg          | 4           | 0           | 2           | 1           | -                  | -                  | -                  | -                  |               |               |               |               |             |             |             |             | 4        | 0      | 2           | 1          |
| K. Skogsrud          | 20          | 0           | 3           | 1           | 2                  | 0                  | 0                  | 0                  |               |               |               |               |             |             |             |             | 22       | 0      | 3           | 1          |
| T. Skogsrud          | 29          | 1           | 2           | 0           | 3                  | 0                  | 0                  | 0                  |               |               |               |               |             |             |             |             | 32       | 1      | 2           | 0          |
| A. Stensrud          | 0           | 0           | 0           | 0           | 0                  | 0                  | 0                  | 0                  |               |               |               |               |             |             |             |             | 0        | 0      | 0           | 0          |
| D. Tavakoli          | 16          | 7           | 4           | 0           | 3                  | 1                  | 1                  | 0                  |               |               |               |               |             |             |             |             | 19       | 8      | 5           | 0          |
| H. Tønsberg Andresen | 27          | 0           | 5           | 0           | 3                  | 0                  | 0                  | 0                  |               |               |               |               |             |             |             |             | 30       | 0      | 5           | 0          |
| H. Yusef             | 28          | 3           | 4           | 0           | 2                  | 0                  | 0                  | 0                  |               |               |               |               |             |             |             |             | 30       | 3      | 4           | 0          |